# Myrkskog
Myrkskog es una banda de death metal formada en 1993, proveniente de Drammen, Noruega. 

## Historia
Su música consiste en un estilo de acelerados blastbeats, acondicionado con guitarras melódicas y pesadas, acompañado de rápidos solos compuestos por el vocalista y líder de la banda, Destructhor, quien, junto con Secthdamon, son también miembros de Zyklon. Su primer álbum, Deathmachine, es una mezcla entre black metal y death metal, y se pueden apreciar claramente los distintivos rasgos de ambos géneros. Su segunda producción, Superior Massacre esta más enfocado hacia el death metal.
La actividad de Myrkskog fue desvaneciéndose poco a poco después del lanzamiento de Superior Massacre, ocasionalmente haciendo apariciones en algunos concierto, uno de los más recientes fue el Inferno Festival en el 2006. El nombre de la banda, 'Myrkskog' es, aparentemente, una palabra noruega equivalente a 'Mirkwood', del idioma inglés.
Después de abandonar Myrkskog, Savant M (bajo el sobrenombre de Drakul Azacain) formó la banda de black metal Disiplin, con quienes ha lanzado dos álbumes, además, fue miembro de Dissection.
La última alineación conocida consta del vocalista, guitarrista y líder de la banda Destructhor, el bajista Demariel(o Gortheon) y el baterista y segunda voz Secthdamon. Myrkskog ha lanzado solamente dos álbumes a través del sello discográfico inglés Candlelight Records. Su segundo álbum, Superior Massacre, cuenta con la colaboración del dúo experimental noruego Epilektrician, quienes realizaron el intro y outro, respectivamente. 
En noviembre del 2007, Destruchtor y Secthdamon volvieron a formar Myrkskog. 

### Alineación actual
- Destructhor - Voz y guitarras (también en Morbid Angel, 1349 y Zyklon)
- Demariel - Bajo
- Secthdamon - Batería y segunda voz (también en Zyklon y en vivo para Emperor)

### Miembros pasados
- Bjørn Thomas - Batería
- Lars Petter - Batería
- Anders Eek - Batería
- Master V - voz y bajo en Deathmachine
- Savant M - guitarras en Deathmachine

## Discografía
- Ode til Norge - 1995 (demo)
- Apocalyptic Psychotica - The Murder Tape - 1998 (demo)
- Deathmachine - 2000 (Candlelight Records)
- Superior Massacre - 2002 (Candlelight Records)